# Mąż swojej żony
Mąż swojej żony – polska czarno-biała komedia filmowa z 1960 roku w reżyserii Stanisława Barei, zrealizowana na podstawie sztuki Mąż Fołtasiówny Jerzego Jurandota.

## Fabuła
Fabuła filmu opowiada o małżeństwie kompozytora, Michała Karcza (Bronisław Pawlik) i sławnej lekkoatletki-sprinterki, Jadwigi Fołtasiówny (Aleksandra Zawieruszanka). Pomimo że kompozytor odnosi sukcesy, to sława żony przyćmiewa go i zaczyna to negatywnie oddziaływać na ich małżeństwo. W ich warszawskim mieszkaniu cały czas kręcą się trener Jadwigi, Mamczyk (Mieczysław Czechowicz) i bokser Ciapuła (Wiesław Gołas), a wszystkie tematy koncentrują się na sporcie. Ponadto pewnego dnia w ich mieszkaniu pojawia się gosposia Kowalska (Wanda Łuczycka), przysłana przez Mamczyka, która ma dbać przede wszystkim o Jadwigę i o jej sportowy tryb życia, i która swoje zadanie wypełnia nad wyraz gorliwie. Dodatkowo do Michała przyjeżdża z Włocławka w odwiedziny profesor Trębski z córką. Dochodzi do kryzysu w małżeństwie - Michał i Jadwiga rozstają się. Pewnego dnia po wymianie zdań Michał nokautuje Ciapułę, co wywołuje sensację na skalę niemal ogólnonarodową. W końcu małżonkowie godzą się, a Michał wyjeżdża za granicę dyrygować wykonaniem własnego koncertu.

## Obsada
- Bronisław Pawlik jako Michał Karcz
- Aleksandra Zawieruszanka jako Jadwiga Fołtasiówna-Karcz, żona Michała
- Mieczysław Czechowicz jako Mamczyk, trener Jadwigi
- Jan Koecher jako profesor muzyki Trębski, przyjaciel Michała
- Elżbieta Czyżewska jako Renata, córka profesora
- Wanda Łuczycka jako Kowalska, gosposia Karczów
- Wiesław Gołas jako bokser Józek Ciapuła
- Irena Orzecka jako babcia Józka Ciapuły
- Jerzy Duszyński jako Kurkiewicz, dziennikarz sportowy
- Bohdan Tomaszewski jako on sam, sprawozdawca sportowy
- Feliks Stamm jako trener Józka Ciapuły
- Helena Dąbrowska jako sąsiadka oglądająca telewizję w mieszkaniu Karczów
- Stefan Bartik jako kibic Skrobiszewski
- Janusz Paluszkiewicz jako recepcjonista w hotelu
- Maria Kaniewska jako sprzątaczka hotelowa
- Lech Ordon jako hydraulik
- Wojciech Pokora jako malarz pokojowy Mietek
- Jan Tadeusz Stanisławski jako sąsiad oglądający telewizję w mieszkaniu Karczów; nie występuje w napisach
- Bronisław Darski jako pijany kibic w restauracji

Źródła.

## Realizacja

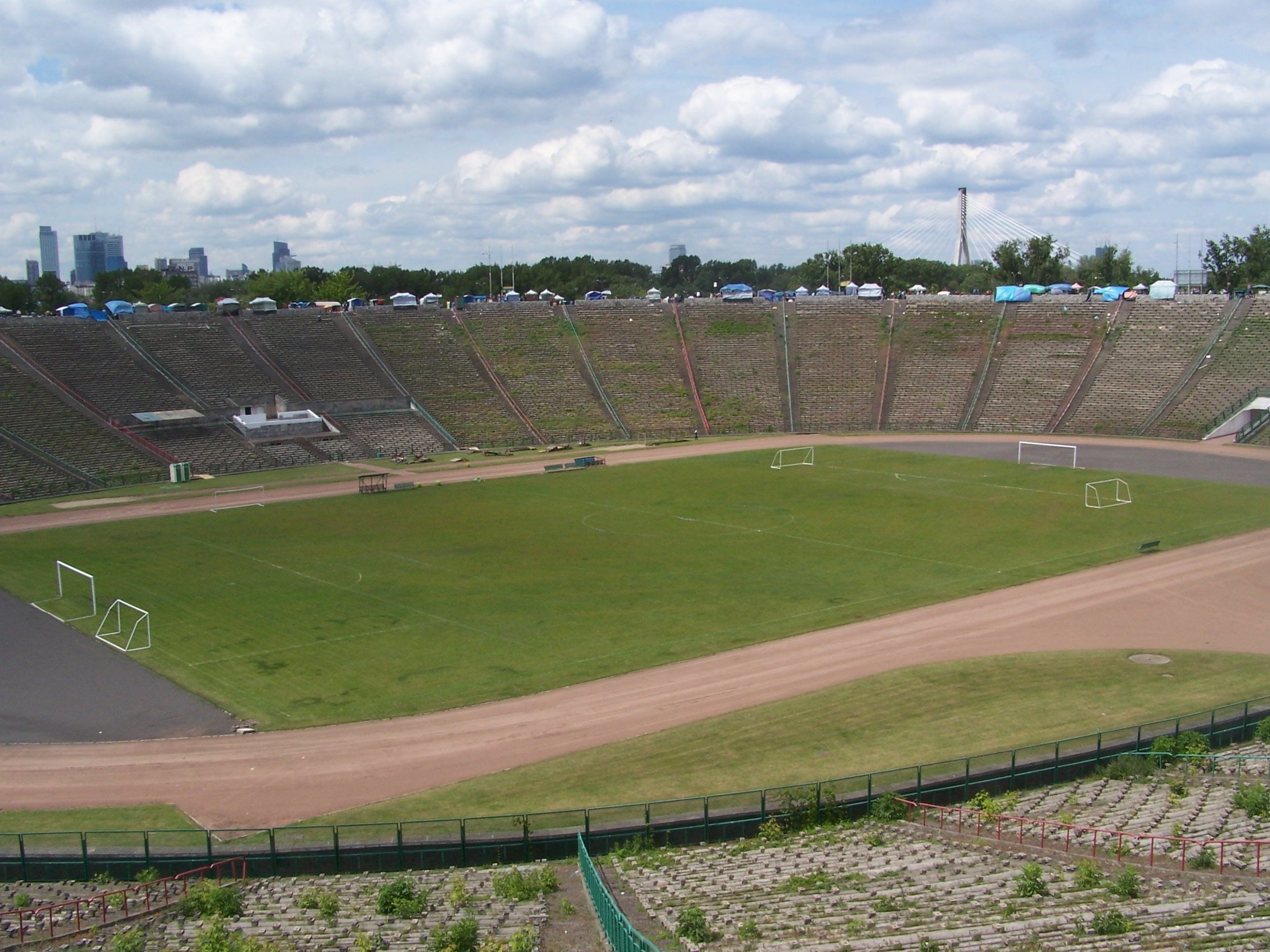
Stadion Dziesięciolecia w Warszawie, na terenie którego zrealizowano część zdjęć plenerowych

Scenariusz filmu był adaptacją sztuki Jerzego Jurandota pt. Mąż Fołtasiówny z 1959 roku, a zarazem przeniesieniem wydarzeń z książki do współczesnych realiów, ponieważ komedia Jurandota utrzymana była w konwencji przedwojennej.
Zdjęcia do filmu zaczęto kręcić 19 czerwca 1960 roku. Bareja przy ograniczonym budżecie brał pod uwagę warszawskie obiekty i wydarzenia, które można byłoby wykorzystać w sposób odpowiedni dla przygotowanego scenariusza. Dla urealnienia fabuły, na planie filmowym pojawiły się także postacie związane ze światem sportu. Feliks Stamm odgrywał rolę trenera bokserskiego, a Bohdan Tomaszewski sprawozdawcy sportowego (czyli samego siebie). Wnętrza Filharmonii Warszawskiej posłużyły za plan filmowy dla scen w hotelu Bristol. W tym celu wykorzystano czas, w którym obiekt ten nie był odwiedzany przez publiczność w porze przedwieczornej. Z kolei publiczność zgromadzona podczas 7. Memoriału Janusza Kusocińskiego na Stadionie Dziesięciolecia została sfilmowana jako naturalnie reagujący tłum kibiców. Wymagało to dostosowania harmonogramu zdjęć do tego wydarzenia sportowego. Hala Torwar, a właściwie jej zaplecze techniczne, stanowiła atelier. Obiektami wykorzystanymi w filmie, wówczas jeszcze bez politycznych konotacji, był Pałac Kultury i Nauki i lotnisko Okęcie, do których Bareja wrócił przy realizacji Misia. Piosenkę „Co nas obchodzi" wykonał piosenkarz Olgierd Buczek.